# 旭ケ丘 (八戸市)
旭ケ丘（あさひがおか）は、青森県八戸市の町名。旭ケ丘一丁目から五丁目まである。

## 地理
八戸市の東部に位置し、大字新井田に囲まれている。また、距離を隔てて、北に湊高台、南に蟹沢浄水場、東に桜ケ丘、東運動公園、西に新井田、八戸市立市民病院がある。
西側の新井田川から山側にあたる東側の旭ケ丘団地は台地になっているため、長い上り坂が続いている。
鉄道の駅は無いが、八戸市営バスの旭ケ丘営業所が近隣に位置するため、相当数のバスが運行されているため、利便性はよい。幹線道路は、国道45号が東側に400メートルのところにあるためアクセスはよい。これらの幹線道路は八戸市営バスと南部バスのバス路線になっている。

## 世帯数と人口
2017年（平成29年）4月30日現在の世帯数と人口は以下の通りである。
| 丁目         | 世帯数    | 人口    |
| ------------ | --------- | ------- |
| 旭ケ丘一丁目 | 434世帯   | 986人   |
| 旭ケ丘二丁目 | 148世帯   | 328人   |
| 旭ケ丘三丁目 | 209世帯   | 471人   |
| 旭ケ丘四丁目 | 120世帯   | 247人   |
| 旭ケ丘五丁目 | 113世帯   | 252人   |
| 計           | 1,024世帯 | 2,284人 |

## 歴史
- 1962年（昭和37年）- 旭ケ丘団地の入居が開始される。
- 1963年（昭和38年）4月1日 - 住居表示によらない町名設定が実施され[4]、旭ケ丘一丁目から五丁目に変更される[5]。
  - もとの地名は、八戸市大字新井田の一部だった[6]。
- 全国に先駆けて近代的なモデル団地として建設されたため、県内外からの高い評価がされた。
- 1965年（昭和40年）- 八戸市立旭ヶ丘小学校が開校。

### 町名の変遷
| 実施後       | 実施年月日   | 実施前（各字ともその一部）   |
| ------------ | ------------ | ---------------------------- |
| 旭ケ丘一丁目 | 1963年4月1日 | 大字新井田字久保、同字外久保 |
| 旭ケ丘二丁目 | 1963年4月1日 | 大字新井田字久保、同字外久保 |
| 旭ケ丘三丁目 | 1963年4月1日 | 大字新井田字松山上野場       |
| 旭ケ丘四丁目 | 1963年4月1日 | 大字新井田字久保             |
| 旭ケ丘五丁目 | 1963年4月1日 | 大字新井田字外久保           |

## 団地概要
- 面積 34ha
- 住宅戸数 1200戸
- 青森県住宅公社が造成

## 教育
- 八戸市立旭ヶ丘小学校

## 参考資料
1. 1 2  八戸市 (2017年4月30日). “八戸市人口データ（平成29年度）”.   八戸市. 2017年6月1日閲覧。
2. ↑  “市外局番の一覧”.   総務省. 2017年5月29日閲覧。
3. ↑  “市内の字名等の表記を統一・整備しました”. 八戸市.   八戸市. 2025年2月17日閲覧。
4. ↑  “住居表示について”. 八戸市.   八戸市. 2024年9月5日閲覧。
5. ↑  “町の新設”. 八戸市例規集.   八戸市. 2024年10月3日閲覧。
6. ↑  角川日本地名大辞典編纂委員会（1985年）「角川日本地名大辞典 青森県」角川書店 pp82